# Notropis jemezanus
Notropis jemezanus (tên tiếng Anh là Rio Grande Shiner) là một loài cá vây tia thuộc họ Cyprinidae.
Loài này có ở México và Hoa Kỳ.